# 土门街道
土门街道，是中华人民共和国陕西省西安市蓮湖區下辖的一个乡镇级行政单位。

## 行政区划
土门街道下辖以下地区：
土门坊社区、庆安社区、远东东区社区、汉城东路社区、周家围墙社区、惠民北坊社区、惠民南坊社区、颜家堡社区、友谊社区、益民坊社区、工农社区、新华社区、友谊村社区、颜家堡村社区、新桃园村社区、牡丹庄园社区、工农村社区和永丰社区。